# Contea di Washington (Oklahoma)
La contea di Washington ( in inglese Washington County ) è una contea dello Stato dell'Oklahoma, negli Stati Uniti. La popolazione al censimento del 2000 era di 48 996 abitanti. Il capoluogo di contea è Bartlesville.

## Centri abitati
- Bartlesville
- Copan
- Dewey
- Ochelata
- Ramona
- Vera